# Astragalus kirshehiricus
Astragalus kirshehiricus är en ärtväxtart som beskrevs av Chamberlain. Astragalus kirshehiricus ingår i släktet vedlar, och familjen ärtväxter. Inga underarter finns listade i Catalogue of Life.